# Earvin N'Gapeth
Earvin N'Gapeth (Saint-Raphaël, 12 febbraio 1991) è un pallavolista francese, schiacciatore del Fenerbahçe.

## Biografia
È figlio di Éric N'Gapeth, giocatore e allenatore di pallavolo, e fratello di Swan N'Gapeth, anch'egli pallavolista.

## Carriera

### Club
La carriera di Earvin N'Gapeth, inizia nel 2002 quando entra a far della squadra giovanile del CEP Poitiers, dove resta per cinque stagioni; nel 2007, sempre per la categoria giovanile, gioca nel CNVB. Nella stagione 2008-09 fa il suo esordio nella pallavolo professionistica, ingaggiato dal Tours, vincendo uno scudetto e tre coppe nazionali.
Nella stagione 2011-12 viene ingaggiato dalla squadra italiana del Piemonte di Cuneo, in Serie A1, mentre nella stagione 2013-14 passa al Kuzbass nella Superliga russa: tuttavia a metà annata lascia la squadra per tornare nuovamente in Italia, vestendo la maglia del Modena, aggiudicandosi due Coppe Italia, due Supercoppe italiane e lo scudetto 2015-16, aggiudicandosi il premio di miglior giocatore. Nel 2018 fa una breve esperienza in Qatar, nell'Al-Rayyan, con cui vince la finale della Coppa dell'Emiro contro l'Al-Ahly Doha, venendo nominato MVP della manifestazione.
Nell'annata 2018-19 veste la maglia dello Zenit-Kazan, club di Superliga russa, con cui si aggiudica due Supercoppe e altrettante coppe nazionali. Ritorna al Modena, in Superlega, nella stagione 2021-22, conquistando una Coppa CEV; durante la permanenza in Emilia viene ceduto in prestito al club iraniano del Paykan, con il quale disputa e vince il campionato asiatico per club 2022.
Nel campionato 2023-24 si accasa nella Efeler Ligi turca, indossando la casacca dell'Halkbank, con cui vince la Coppa di Turchia e lo scudetto. Nel settembre 2024 gioca per la squadra indonesiana del Jakarta Bhayangkara, con cui disputa esclusivamente il campionato asiatico per club; al termine della competizione fa ritorno in patria per la stagione 2024-25 firmando per lo Stade Poitevin, in Ligue A: tuttavia, nel mese di dicembre 2024 lascia la squadra di Poitiers per ritornare in Efeler Ligi, concludendo l'annata al Fenerbahçe, con cui si aggiudica la Coppa di Turchia, dove viene premiato come miglior giocatore.

### Nazionale
Con la nazionale under 19 si aggiudica, nel 2007, la vittoria del campionato europeo e la medaglia di bronzo al campionato mondiale. Nel 2008 con la nazionale under 20 vince l'oro campionato europeo. Con la nazionale under 19, nel 2009, conquista nuovamente la medaglia d'oro al campionato continentale.
Nel 2010 ottiene le prime convocazioni nella nazionale maggiore; tuttavia viene escluso dalla lista dei convocati al campionato mondiale per problemi comportamentali: verrà poi richiamato nel luglio 2011.
Nel 2015 con la nazionale maggiore vince la medaglia d'oro alla World League, premiato anche in questo caso come miglior giocatore del torneo, e al campionato europeo, nel 2016 quella di bronzo alla World League e nel 2017 ancora l'oro alla World League e ancora premiato come miglior giocatore.
Ottiene la medaglia d'argento alla Volleyball Nations League 2018 e quella di bronzo all'edizione 2021: in questo anno vince inoltre la medaglia d'oro ai Giochi della XXXII Olimpiade di Tokyo, competizione dove viene premiato sia come miglior schiacciatore che come MVP. Ottiene gli stessi riconoscimenti anche nel corso della Volleyball Nations League 2022, competizione nella quale si aggiudica la medaglia d'oro, bissata nell'edizione 2024, stesso metallo che conquista durante i Giochi della XXXIII Olimpiade: viene designato anche in questa competizione come miglior giocatore e miglior schiacciatore.

## Palmarès

### Club
- Campionato francese: 1

2009-10
- Campionato italiano: 1

2015-16
- Campionato turco: 1

2023-24
- Coppa di Francia: 3

2008-09, 2009-10, 2010-11
- Coppa Italia: 2

2014-15, 2015-16
- Coppa dell'Emiro: 1

2018
- Coppa di Russia: 2

2018, 2019
- Coppa di Turchia: 2

2023-24, 2024-25
- Supercoppa italiana: 2

2015, 2016
- Supercoppa russa: 2

2018, 2020
- Campionato asiatico per club: 2

2022
- Coppa CEV: 1

2022-23

### Nazionale (competizioni minori)
- Campionato europeo under 19 2007
- Campionato mondiale under 19 2007
- Campionato europeo under 20 2008
- Campionato europeo under 19 2009
- Memorial Hubert Wagner 2015
- Memorial Hubert Wagner 2017
- Memorial Hubert Wagner 2018

### Premi individuali
- 2008 - Campionato europeo under 20 2008: MVP
- 2009 - Campionato europeo under 19 2009: MVP
- 2009 - Campionato europeo under 19 2009: Miglior servizio
- 2011 - Ligue A: MVP
- 2011 - Ligue A: Miglior schiacciatore
- 2015 - Coppa Italia: MVP
- 2015 - World League: MVP
- 2015 - World League: Miglior schiacciatore
- 2015 - Campionato europeo: Miglior schiacciatore
- 2016 - Superlega: MVP
- 2016 - CEV: Giocatore più spettacolare dell'anno
- 2017 - World League: MVP
- 2017 - World League: Miglior schiacciatore
- 2018 - Coppa dell'Emiro: MVP
- 2020 - Qualificazioni europee ai Giochi della XXXII Olimpiade: Miglior schiacciatore
- 2021 - Giochi della XXXII Olimpiade: MVP
- 2021 - Giochi della XXXII Olimpiade: Miglior schiacciatore
- 2022 - Campionato asiatico per club: Miglior schiacciatore
- 2022 - Volleyball Nations League: MVP
- 2022 - Volleyball Nations League: Miglior schiacciatore
- 2024 - Giochi della XXXIII Olimpiade: MVP
- 2024 - Giochi della XXXIII Olimpiade: Miglior schiacciatore
- 2025 - Coppa di Turchia: MVP